# Klaus Steiger (Schauspieler)
Klaus Steiger (* 15. September 1919 in Basel; † 4. März 1989 in Stuttgart) war ein Schweizer Schauspieler.

## Leben
Steiger besuchte das Gymnasium in Basel, bevor er seine Schauspielausbildung bei Gustav Hartung am Konservatorium Basel sowie am Bühnenstudio Zürich, unter anderem bei Ernst Ginsberg und Wolfgang Heinz absolvierte.
Steiger spielte am Schauspielhaus Zürich, am Städtebundtheater Biel-Solothurn, am Stadttheater Basel, am Landestheater Darmstadt, am Schauspielhaus Bochum, am Landestheater Hannover, an den Städtischen Bühnen Frankfurt, am Deutschen Schauspielhaus in Hamburg, an der Freien Volksbühne Berlin, am Thalia-Theater Hamburg, am Schauspiel Köln und am Staatstheater Stuttgart.
Verheiratet war er mit der Schauspielerin Corinna Stein.